# 夸迪人
夸迪人（Quadi）是一个早期日耳曼民族苏维汇人的一个部落，罗马帝国时期大致居住于今摩拉维亚地区，关于该民族的信息全部来自于与之相敌对的古罗马人的记录，罗马人将其与马科曼尼人划归一类。夸迪人曾与其他部落联合并与罗马人发生冲突。